# Harold E. Johns
Harold E. Johns OC (Sichuan, 4 luglio 1915 – 23 agosto 1998) è stato un fisico e medico canadese, noto per i suoi esaurienti contributi nell'uso di radiazioni ionizzanti per curare il cancro.

## Primi anni di vita ed educazione
Johns nacque da genitori missionari a Szechuan, in Cina. Visse lì fino al 1926, quando dei disordini politici spinsero i suoi genitori a fare ritorno nel Nord America. Dopo aver trascorso del tempo a Tacoma, nello Stato di Washington, a Brandon, nella provincia di Manitoba, la sua famiglia si stabilì a Hamilton, in Ontario.
A Hamilton, Johns conseguì una laurea in matematica e fisica alla McMaster University, e completò la sua laurea in scienze nel 1936. Si spostò poi all'Università di Toronto, dove conseguì il suo master of arts e il dottorato di ricerca in fisica nel 1939.

## Carriera
La sua laurea coincise con l'inizio della seconda guerra mondiale. Per tutta la durata della guerra, insegnò fisica, matematica, sistemi radar, e radionavigazione ai nuovi aviatori reclutati della British Commonwealth Air Training Plan. Basandosi sulle sue esperienze di radiografia e di fisica, Johns fu inoltre coinvolto in un test di raggi X non invasivo su pezzi fusi metallici di aerei. Un incontro nell'agosto del 1946 con William Valentine Mayneord (radiologo inglese), mentre Mayneord partecipava all'Atomic Energy Project a Chalk River, in Ontario, contribuì alla carriera in fisica medica di Johns.
Johns sposò sua moglie, Sybil Hawkins Johns, nel 1940. Il loro matrimonio durò per 58 anni, fino alla morte di Johns.

## Sviluppo del trattamento con il cobalto-60 in medicina
Dopo la fine della guerra, Johns fu invitato a lavorare con Ertle Harrington all'Università di Saskatchewan. Fu lì che condusse le sue ricerche pionieristiche nell'uso del Cobalto-60 come fonte di raggi gamma per la radioterapia in caso di cancro. L'interesse per la tecnologia nucleare esplose in Canada dopo la guerra. Le strutture per le ricerche sul nucleare furono costruite al Chalk River Laboratories, Chalk River, Ontario verso la fine della guerra furono ampliate e aperte alle ricerche dei civili. Il primo reattore nucleare attivo al di fuori degli Stati Uniti – il NRX – fu collocato a Chalk River, e questo procurò agli esperimenti di Johns una fonte attiva di Cobalto-60.
Due gruppi – quello di Johns all'Università di Saskatchewan, e un altro a London, Ontario – progettarono e costruirono uno strumento per la radioterapia a fasci esterni usando fonti radioattive di cobalto. Il primo trattamento di un paziente usando la nuova fonte fu effettuato a London, Ontario, il 27 ottobre 1951. Nel novembre del 1951 fu trattato il primo paziente di Saskatoon, una madre di 43 anni madre di quattro figli, per un cancro alla cervice, con una dose accuratamente calibrata di radiazioni di cobalto-60.
Nella prima metà del 1952 la rivista Maclean soprannominò la macchina con la fonte radioattiva di cobalto-60 Bomba al Cobalto, un ironico tributo a questo uso pacifico della tecnologia nucleare.
Il trattamento Originale di Johns fu usato a Saskatoon fino al 1972.

## Ontario Cancer Institute
Nel 1956, Johns divenne capo della divisione fisica dell'Ontario Cancer Institute al Princess Margaret Hospital a Toronto.
Per approfondire la collaborazione medica e scientifica tra radiologi, radioterapisti, medici e fisici, Johns guidò la creazione del Dipartimento per i laureati in medicina biofisica all'università di Toronto nel 1958. Johns operò al secondo posto del dipartimento, secondo ad Arthur Ham nel 1960.
Finito il corso della sua carriera, Johns supervisionò 68 laureandi e pubblicò più di duecento revisioni paritarie.